# Swimkick
Swimkick is een initiatief van de KNZB. Swimkick is een cursus om kinderen van 6 tot 12 jaar kennis te laten maken met de wedstrijdslagen en het beheersen ervan. De Swimkick is onderverdeeld in 2 categorieën: Techniekschool en de Techniekacademie.

## Techniekschool
Bij de Techniekschool leren de kinderen het beoefenen en goed uitvoeren van de wedstrijdslagen. Hierbij wordt vooral gelet op de basistechnieken. Als de trainer denkt dat de zwemmer de techniek van een slag onder de knie heeft, mag het kind afzwemmen. Als de zwemmer met goed resultaat heeft afgezwommen worden er stickers uitgedeeld die in een zogenaamd Swimkick Paspoort kunnen worden geplakt. Er zijn 3 stickers voor de volgende onderdelen:
- Techniek
- Start
- Keerpunt

Zodra de zwemmer van de 4 wedstrijdslagen (rugslag, borstcrawl, schoolslag, vlinderslag) met uitzondering van wisselslag alle stickers heeft mag de zwemmer doorstomen naar de Techniekacademie.

## Techniekacademie
Bij de Techniekacademie wordt de techniek verfijnd. Ook wordt er op meer punten getraind waaronder snelheid, armen en benen. Ook kunnen de kinderen bij sommige zwemverenigingen deelnemen aan landtrainingen als ze in de Techniekacademie zitten.